# (52242) 1981 EX
(52242) 1981 EX là một tiểu hành tinh vành đai chính. Nó được phát hiện bởi Henri Debehogne và Giovanni de Sanctis ở Đài thiên văn La Silla ở Chile ngày 3 tháng 3 năm 1981.